# Nyíribrony
Nyíribrony is een plaats (község) en gemeente in het Hongaarse comitaat Szabolcs-Szatmár-Bereg. Nyíribrony telt 1146 inwoners (2001).